# Lisa Wehn
Lisa Wehn (eigentlich Louise Margarethe Wehn, später verehelichte Rösler) (* 23. Dezember 1883 in Halberstadt; † 1. Juli 1964 in Possendorf) war eine deutsche Schauspielerin.

## Leben
Lisa Wehn wurde als Tochter des Theaterdirektors Friedrich Wehn geboren. 16-jährig begann sie im Jahr 1900 ihre künstlerische Karriere in Breslau, weitere Stationen waren Theater in Augsburg, Bremen, Bremerhaven und Trier. 1937 folgte eine Verpflichtung an das Deutsche Nationaltheater Weimar, dem sie bis 1962 angehörte. Hier war Wehn unter anderem Marthe Schwerdtlein in Goethes Faust, die Daja in Nathan der Weise von Lessing oder Kate Keller in Arthur Millers Drama Alle meine Söhne. Ihr 50-jähriges Bühnenjubiläum feierte Lisa Wehn 1950 in der Rolle der Meropa Dawjdowna Mursawjetzkaja in der Komödie Wölfe und Schafe von Alexander Nikolajewitsch Ostrowski. Bereits ein Jahr zuvor war ihr die Ehrenmitgliedschaft des Nationaltheaters verliehen worden.
Ab Mitte der 1950er-Jahre wirkte Lisa Wehn in einigen Produktionen der DEFA mit, überwiegend als skurrile oder schrullige Alte, so in der Komödie Hexen von Helmut Spieß oder der Literaturverfilmung Tinko von Herbert Ballmann.

## Filmografie
- 1954: Hexen
- 1954: Leuchtfeuer
- 1957: Tinko
- 1957: Spur in die Nacht
- 1958: Tilman Riemenschneider
- 1959: Senta auf Abwegen
- 1959: Kabale und Liebe
- 1961: Der Landarzt
- 1962: Tanz am Sonnabend – Mord?